# Цезієвий стандарт

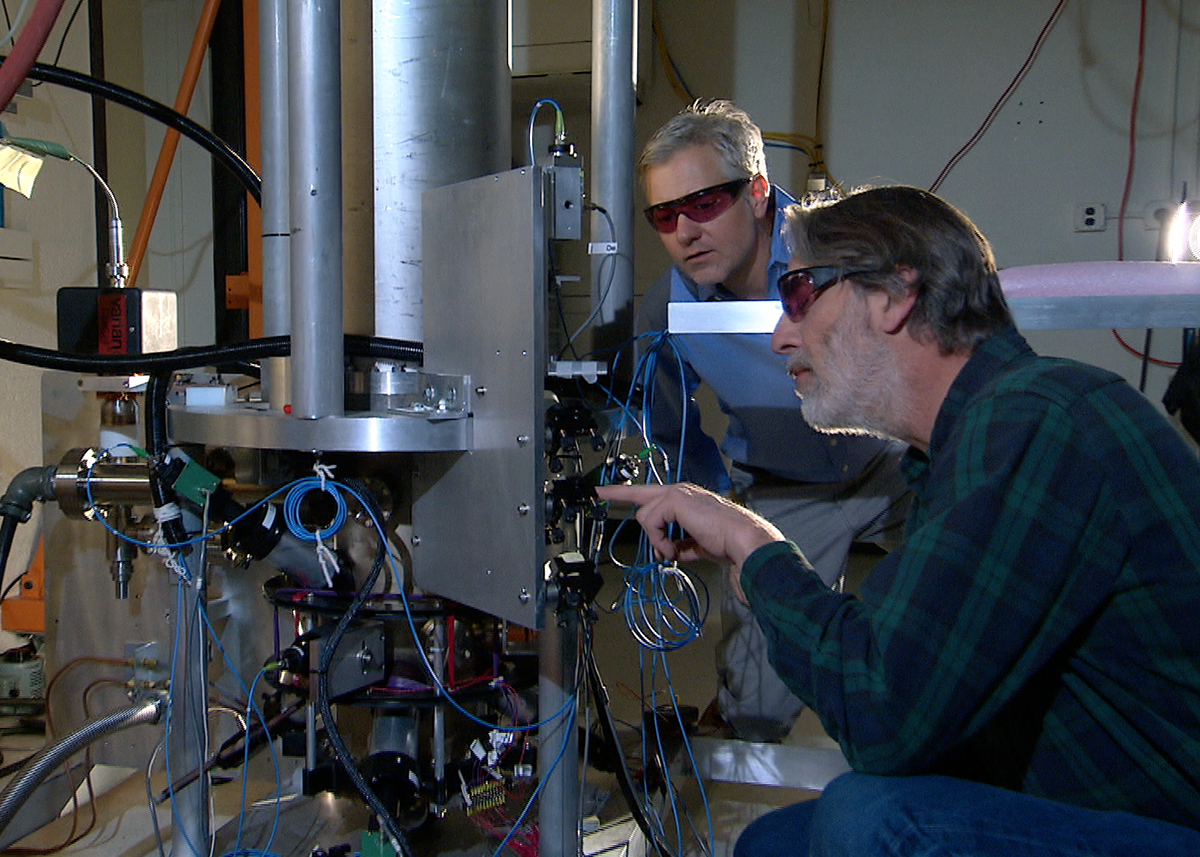
Цезієвий, що використовується як складова частина атомного годинника

Це́зієвий станда́рт (англ. caesium standard) або це́зієвий етало́н частоти́ — первинний еталон частоти, в якому частота переходів між двома надтонкими основними станами атомів  цезію-133 використовується для формування вихідної частоти. Перший цезієвий годинник створив британський вчений-фізик Луїс Ессен у 1955 році в Національній фізичній лабораторії та пропагувалась в усьому світі керівником департаменту служби часу Гернотом Вінклером з Військово-морської обсерваторії США.
Цезієві атомні годинники є одними з найточніших еталонів часу та частоти та служать основним еталоном для визначення секунди в Міжнародній системі одиниць (SI). За визначенням, випромінювання, яке утворюється внаслідок переходу між двома надтонкими основними станами цезію-133 (за відсутності зовнішніх впливів, таких як магнітне поле Землі), має частоту ΔνCs 9192631770 Гц, тобто тривалість 9192631770 періодів випромінювання відповідає 1 секунді. Це значення обрали так, щоб цезієва секунда дорівнювала існуючій стандартній ефемеридній секунді, що ґрунтується на тривалості руху Землі по орбіті навколо Сонця, встановленій на межі вимірювальних можливостей у 1960 році, коли її було ухвалено. Оскільки жодне інше вимірювання, що включає час, не було таким точним, ефект заміни еталона був меншим від експериментальної похибки усіх існуючих способів вимірювань.
Хоча секунда є єдиною основною одиницею SI, яка явно визначена в термінах цезієвого стандарту, більшість одиниць SI мають визначення, які згадують або секунду, або інші одиниці, визначені за допомогою секунди. Отже, кожна основна одиниця, крім моля, та кожна похідна одиниця SI, крім кулона, грея, зіверта, радіана та стерадіана, мають значення, які неявно, принаймні частково, визначаються властивостями випромінювання цезію-133. І з них усі, крім моля, кулона та безрозмірнісних радіана та стерадіана, неявно визначаються загальними властивостями електромагнітного випромінювання.

## Технічні деталі
Офіційне визначення секунди вперше дано BIPM на 13-й Генеральній конференції мір і ваг у 1967 році у такому формулюванні: «Секунда — це тривалість 9192631770 періодів випромінювання, що відповідають переходу між двома надтонкими рівнями основного стану атома цезію-133». На конференції BIPM 1997 року до попереднього визначення додали уточнення: «Це визначення стосується атома цезію, що перебуває у стані спокою за температури 0 К».
BIPM підтвердило це визначення на своїй 26-й конференції (2018) таким формулюванням "Секунда визначається шляхом прийняття фіксованого числового значення цезієвої частоти ΔνCs, незбуреної частоти переходу між двома рівнями надтонкої структури основного стану атома цезію-133, яке дорівнює точно 9 192 631 770, вираженого в одиницях Гц, що відповідає с−1.
Зміст приведеного визначення такий. Атом цезію має основний електронний стан з конфігурацією [Xe] 6s1 і, отже, електронний терм атома 2S1/2. Це означає, що є один неспарений електрон, а сумарний електронний спін атома становить 1/2. Більше того, ядро цезію-133 має ядерний спін, що дорівнює 7/2. Одночасна наявність електронного спіна та ядерного спіна призводить, за допомогою механізму, який називається надтонкою взаємодією, до (малого) розщеплення всіх енергетичних рівнів на два підрівні. Один з підрівнів відповідає паралельності електронного та ядерного спіна (тобто спрямованості в одному напрямку), що призводить до загального спіна F, який дорівнює F = 7/2 + 1/2 = 4; інший підрівень відповідає антипаралельному спіну електрона та ядра (тобто спрямованим у протилежні напрямки), що призводить до загального спіну F = 7/2 − 1/2 = 3. В атомі цезію так сталося, що найнижчий за енергією підрівень має F = 3, тоді як підрівень F = 4 енергетично розташований трохи вище. Коли атом опромінюється електромагнітним випромінюванням, енергія якого відповідає різниці енергій між двома підрівнями, випромінювання поглинається, а атом збуджується, переходячи з підрівня F = 3 на підрівень F = 4. Через деякий час атом зворотно випромінює та повертається до свого основного стану F = 3. З останнього визначення випливає, що розглянуте випромінювання має частоту рівно 9.19263177 ГГц, яка відповідає довжині хвилі випромінювання приблизно 3,26 см і, отже, належить до мікрохвильового діапазону.
Слід звернути увагу, що поширеною плутаниною є перетворення кутової частоти ({\displaystyle \omega }) на частоту ({\displaystyle f}) або навпаки. У науковій літературі кутові частоти зазвичай подаються у с−1, але тут одиниці неявно означають радіани за секунду. Навпаки, одиницю Гц слід інтерпретувати як цикли за секунду. Формула перетворення: {\displaystyle \omega =2\pi f}, що означає, що 1 Гц відповідає кутовій частоті приблизно 6,28 радіана за секунду (або 6,28 с−1, де радіани опущені для стислості за домовленістю).

## Параметри та значення у секунді та інших одиницях SI
Введемо позначення параметрів, що пов'язані з цезієвим стандартом:
- Швидкість: c
- Енергія/частота: h
- Часовий період: ΔtCs
- Частота: ΔνCs
- Довжина хвилі: ΔλCs
- Енергія фотона: ΔECs
- Еквівалент маси фотона: ΔMCs

### Час і частота
Перший набір одиниць, визначених за допомогою цезієвого стандарту, стосовно часу запроваджено у 1967 році з ухваленням секунди як «тривалість 9 192 631 770 періодів випромінювання, що відповідає переходу між двома надтонкими рівнями основного стану атома цезію-133», це означало, що:
- 1 с = 9 192 631 770 ΔtCs
- 1 Гц = 1/с = ΔνCs/9 192 631 770
- 1 Бк, = 1 ядерний розпад/с = 1/9 192 631 770 ядерних розпадів/ΔtCs

З цезієвим стандартом також стало пов'язаним визначення похідних одиниць, що стосуються сили та енергії (див. нижче), а також ампера, визначення якого на той час посилалося на ньютон. До 1967 року одиниці часу та частоти в SI визначалися на основі тривалості тропічного року, а до 1960 року — тривалості середньої сонячної доби.

### Довжина
Перше визначення, яке використовувалося між 1889 і 1960 роками, було дане міжнародним еталоном метра, який виготовлено у вигляді лінійки з платино-іридієвого сплаву. Між 1960 і 1983 роками метр визначався довжиною хвилі іншої перехідної частоти, пов'язаної з ізотопами криптону-86: «Метр дорівнює довжині 1 650 763,73 довжин хвиль у вакуумі випромінювання, що відповідає переходу між рівнями 2p10 та 5d5 атома криптону-86». Випромінення мало набагато вищу частоту та коротшу довжину хвилі, ніж цезієвий стандарт, потрапляючи до видимого спектру.
У 1983 році метр був опосередковано визначений через цезієвий стандарт з формулюванням: «Метр — це довжина шляху, пройденого світлом у вакуумі протягом інтервалу часу 1/299 792 458 секунди». Це передбачало, що:
- 1 м = c s/299 792 458 = 9 192 631 770/299 792 458 c ΔtCs = 9 192 631 770/299 792 458 ΔλCs
- 1 рад = 1 м/м = ΔλCs/ΔλCs = 1 (безрозмірнісна одиниця кута)
- 1 ср = 1 м2/м2 = ΔλCs2/ΔλCs2 = 1 (безрозмірнісна одиниця тілесного кута)

### Маса, енергія і сила
Відповідно до перегляду SI 2019 року, електромагнітне випромінювання, загалом, було чітко визначене як таке, що має точні параметри:
- c = 299,792,458 м/с
- h = 6.62607015×10−34 Дж с

Надтонке перехідне випромінювання цезію-133 було чітко визначене як таке, що має частоту:
- ΔνCs = 9 192 631 770 Hz[8].

Хоча вищезгадані значення c і ΔνCs вже очевидно були неявно присутні у визначеннях метра та секунди. Разом вони означають:
- ΔtCs = 1/ΔνCs = с/9 192 631 770
- ΔλCs = c ΔtCs = 299 792 458/9 192 631 770 м
- ΔECs = h ΔνCs = 9,192,631,770 Гц × 6.62607015×10−34 Дж с = 6.09110229711386655×10−24 Дж
- ΔMCs = ΔECs/c2 = 6.09110229711386655×10−24 J/89,875,517,873,681,764 м2/с2 = 6.09110229711386655/8.9875517873681764×1040 кг

Примітно, що довжина хвилі має значення, досить просту для людського сприйняття, близько 3,26 сантиметра, а енергія фотона напрочуд близька до середньої молекулярної кінетичної енергії на ступінь вільності на кельвін. З цього випливає, що:
- 1 кг = 8.9875517873681764×1040/6.09110229711386655 ΔMCs
- 1 Дж = 1024/6.09110229711386655 ΔECs
- 1 Вт = 1 Дж/с = 1014/5.59932604907689089550702935 ΔECs ΔνCs
- 1 Н = 1 Дж/м = 2.99792458×1022/5.59932604907689089550702935 ΔECs/ΔλCs
- 1 Па = 1 Н/м2 = 2.6944002417373989539335912×1019/4.73168129737820913189287698892486811451620615 ΔECs/ΔλCs3
- 1 Гр = 1 Дж/кг = 1/89 875 517 873 681 764 ΔECs/ΔMCs = c2/89,875,517,873,681,764
- 1 Зв = доза іонізуючого випромінювання еквівалент до 1 грея гамма-променів.

До перегляду, між 1889 і 2019 роками, сімейство метричних (а пізніше й SI) одиниць, що стосуються маси, сили та енергії, дещо сумнозвісно визначалося Міжнародним прототипом кілограма (IPK), певним об'єктом, що зберігався в штаб-квартирі Міжнародного бюро мір і ваг у Парижі, а це означало, що будь-яка зміна маси цього об'єкта призвела б до зміни величини кілограма та багатьох інших одиниць, значення яких на той час залежало від значення кілограма.

### Температура
З 1954 по 2019 рік температурні шкали SI визначалися за допомогою потрійної точки води та абсолютного нуля. У редакції 2019 року їх замінили на задане значення для сталої Больцмана, k = 1.380649×10−23 Дж/К, що означає:
- 1 К = 1.380649×10−23 Дж/2 на ступінь вільності = 1.380649×10−23 × 1024/2/6.09110229711386655 ΔECs на ступінь вільності = 1.380649/1.21822045942277331 ΔECs на ступінь вільності
- Температура за шкалою Цельсія, °C, = температура в кельвінах − 273,15 = 1.21822045942277331 × кінетична енергія на ступінь вільності − 377.12427435 ΔECs/1.380649 ΔECs

### Кількість речовини
Моль є надзвичайно великою кількістю «елементарних сутностей» (напр. атомів, молекул, іонів тощо). З 1969 до 2019 року це число визначалось як добуток 0,012 × масове співвідношення між IPK та атомом вуглецю 12. У редакції 2019 року це спростили, присвоївши числу Авогадро точне значення 6.02214076×1023 елементарних одиниць на моль, так що унікальним чином серед базових одиниць, моль зберіг свою незалежність від цезієвого стандарту:
- 1 моль = 6.02214076×1023 елементарних сутностей
- 1 кат = 1 моль/с = 6.02214076×1014/9.19263177 елементарних сутностей /ΔtCs

### Електромагнітні одиниці
До перегляду ампер визначався як сила струму, необхідна для створення зусилля між двома паралельними провідниками, розташованими на відстані 1 м один від одного, у 0,2 мкН на метр. У перегляді 2019 року це визначення замінили, надавши «елементарному заряду» — заряду електрона точного значення 1.602176634×10−19 кулонів. Дещо недоречно, але кулон все ще вважається похідною одиницею, а ампер — базовою, а не навпаки. У будь-якому випадку, ця домовленість передбачала такі точні співвідношення між електромагнітними одиницями SI, елементарним зарядом та надтонким перехідним випромінюванням цезію-133:
- 1 Кл,  = 1019/1.602176634 e
- 1 А = 1 Кл/с = 109/1.472821982686006218 e ΔνCs
- 1 В = 1 Дж/Кл = 1.602176634×105/6.09110229711386655 ΔECs/e
- 1 Ф = 1 Кл/В = 6.09110229711386655×1014/2.566969966535569956 e2/ΔECs
- 1 Ом = 1 В/А = 2.359720966701071721258310212×10−4/6.09110229711386655 ΔECs/ΔνCs e2 = 2.359720966701071721258310212×10−4/6.09110229711386655 h/e2
- 1 См = 1/Ω = 6.09110229711386655×104/2.359720966701071721258310212 e2/h
- 1 Вб = 1 В с = 1.602176634×1015/6.62607015 ΔECs ΔtCs/e = 1.602176634×1015/6.62607015 h/e
- 1 Тл = 1 Вб/м2 = 1.43996454705862285832702376×1012/5.59932604907689089550702935 ΔECs ΔtCs/e ΔλCs2 = 1.43996454705862285832702376×1012/5.59932604907689089550702935 E/e c ΔλCs
- 1 Гн = Ом с = 2.359720966701071721258310212×106/6.62607015 h ΔtCs/e2

### Оптичні одиниці
З 1967 до 1979 року оптичні одиниці SI, люмен, люкс та кандела, визначалися на основі світіння платини в точці її плавлення. Після 1979 року, кандела була визначена як сила світла від монохроматичного джерела видимого діапазону з частотою 540 ТГц (тобто 6000/1,02140353 цезієвого стандарту) та інтенсивністю випромінення KCD = 1/683 ват на стерадіан. Це пов'язало визначення кандели зі стандартом цезію та, до 2019 року, з міжнародним прототипом кілограма. На відміну від одиниць, що стосуються маси, енергії, температури, кількості речовини та електромагнетизму, оптичні одиниці не були суттєво переосмислені у 2019 році, хоча на них опосередковано вплинуло, оскільки їхні значення залежать від значення вата, а отже, і кілограма.Частота, що використовується для визначення оптичних одиниць, характеризується такими параметрами:
- частота: 540 ТГц
- період: 50/27 фс
- довжина хвилі: 14.9896229/27 мкм
- енергія фотона: 5.4×1014 Гц × 6.62607015×10−34 Дж с = 3.578077881×10−19 Дж
- світлова віддача, KCD, = 683 лм/Вт
- світлова енергія фотона, {\displaystyle Q_{\mathrm {v} }}, = 3.578077881×10−19 Дж × 683 лм/Вт = 2.443827192723×10−16 лм с

Це означило наступне:
- 1 лм = 106/2.246520349221536260971 {\displaystyle Q_{\mathrm {v} }} ΔνCs
- 1 кд = 1 лм/ср = 106/2.246520349221536260971 {\displaystyle Q_{\mathrm {v} }} ΔνCs/sr
- 1 лк = 1 лм/м2 = 8.9875517873681764×102/1.898410313566852566340456048807087002459 {\displaystyle Q_{\mathrm {v} }} ΔνCs/ΔλCs2

### Підсумок
Параметри перехідного надтонкого випромінювання цезію-133, виражені точно в одиницях SI, такі::
- частота = 9,192,631,770 Гц
- період = 1/9 192 631 770 с
- довжина хвилі = 299 792 458/9 192 631 770 м
- енергія фотона = 6.09110229711386655×10−24 Дж
- еквівалентна маса фотона = 6.09110229711386655×10−40/8.9875517873681764 кг

Якщо сім основних одиниць SI виразити явно через константи, що визначають SI, то вони будуть такими:
- 1 секунда = 9,192,631,770/ΔνCs
- 1 метр = 9,192,631,770/299,792,458 c/ΔνCs
- 1 кілограм = 8.9875517873681764×1040/6.09110229711386655 h ΔνCs/c2
- 1 ампер = 109/1.472821982686006218 e ΔνCs
- 1 кельвін = 13.80649/6.09110229711386655 h ΔνCs/k
- 1 моль = 6.02214076×1023 елементарних сутностей
- 1 кандела = 1011/3.82433969151951648163130104605 h ΔνCs2 KCD/ср

Зрештою, 6 із 7 основних одиниць SI (усі, крім безрозмірнісного моля) мають значення, що залежать від ΔνCs, яке зустрічається набагато частіше, ніж будь-яка інша визначальна константа. Однак похідна одиниця один кулон, яка є ампер-секундою, є розмірнісною одиницею, визначеною виключно через елементарний заряд, і тому не залежить від ΔνCs.